# Here We Have Idaho
"Here We Have Idaho" (en español: Aquí tenemos a Idaho) Es la canción oficial del estado de Idaho.La música fue compuesta originalmente por Sallie Hume-Douglas para una canción titulada "Garden of Paradise", y que el mismo registró en 1915.
En 1917, dos estudiantes de la Universidad de Idaho usaron la música para su participación en un concurso de canciones del campus. McKinley Helm escribió un verso para la canción y Alice Bessee adaptó la música de "Garden of Paradise" para que encajara. Bajo el título "Nuestro Idaho", la canción ganó el concurso ese año y finalmente se convirtió en la alma mater de la universidad. Más tarde, la universidad se enteró de que Hume-Douglas había registrado los derechos de autor de la música y obtuvo su permiso para seguir utilizándola para "Our Idaho".
Mientras tanto, Albert J. Tompkins, Director de Música de las Escuelas Públicas de Boise, había escrito dos versos adicionales para la canción. Estos se combinaron con el verso de Helm (usado como coro) para formar "Here We Have Idaho", que la Legislatura de Idaho designó como la canción del estado de Idaho en 1931.

## Letra

### Eninglés:
Verso 1:

You've heard of the wonders our land does
possess Its beautiful valleys and hills
The majestic forests where nature
 abounds We love every nook and rill
Coro:
And here we have Idaho Winning her way to
fame Silver and gold in the sunlight
blaze and romance lies in her name
Singing, we're singing of you Ah, proudly too,
All our lives through, we'll go Singing,
singing of you, Singing of Idaho.
Verso 2:

There's truly one state in this great land of ours 
Where ideals can be realized. The pioneers
 made it so for you and me,
A legacy we'll always prize.

### Enespañol:
Verso 1:

Has oído hablar de las maravillas que hace nuestra tierra.
Poseemos sus hermosos valles y colinas
Los majestuosos bosques donde la naturaleza abunda
Amamos cada rincón y riachuelo
Coro:
Y aquí tenemos a Idaho
Abriéndose camino hacia la fama
Plata y oro bajo la luz del sol
El resplandor y el romance yacen en su nombre
Cantando, cantamos de ti
Ah, orgullosamente también,
Todas nuestras vidas, iremos
Cantando, cantando de ti, Cantando de Idaho.
Verso 2:

Realmente hay un estado en esta gran tierra nuestra
donde los ideales pueden hacerse realidad.
Los pioneros lo hicieron así para ti y para mí,
un legado que siempre apreciaremos.